# Chanhassen
Chanhassen és una població dels Estats Units a l'estat de Minnesota. Segons el cens del 2000 tenia 20.321 habitants.

## Demografia
Segons el cens del 2000, Chanhassen tenia 20.321 habitants, 6.914 habitatges, i 5.524 famílies. La densitat de població era de 377,6 habitants per km².
Dels 6.914 habitatges en un 51,1% hi vivien nens de menys de 18 anys, en un 71,2% hi vivien parelles casades, en un 6,2% dones solteres, i en un 20,1% no eren unitats familiars. En el 15,7% dels habitatges hi vivien persones soles el 3% de les quals corresponia a persones de 65 anys o més que vivien soles. El nombre mitjà de persones vivint en cada habitatge era de 2,94 i el nombre mitjà de persones que vivien en cada família era de 3,33.
Per edats la població es repartia de la següent manera: un 34,6% tenia menys de 18 anys, un 4,4% entre 18 i 24, un 37% entre 25 i 44, un 19,5% de 45 a 60 i un 4,5% 65 anys o més.
L'edat mediana era de 34 anys. Per cada 100 dones de 18 o més anys hi havia 97,3 homes.
La renda mediana per habitatge era de 84.215 $ i la renda mediana per família de 93.092 $. Els homes tenien una renda mediana de 62.112 $ mentre que les dones 38.821 $. La renda per capita de la població era de 36.008 $. Entorn de l'1,4% de les famílies i l'1,9% de la població estaven per davall del llindar de pobresa.

## Poblacions més properes
El següent diagrama mostra les poblacions més properes.